# Sŏngju
Sŏngju (lub sŏngju-san, 성주산문/聖住山門)) – jedna z 9 koreańskich górskich szkół sŏn założona w IX w. przez Muyŏma.
Mistrz sŏn Muyŏm powrócił do Silli z Chin w 845 r. W Chinach był uczniem mistrza chan Magu Baoche i od niego otrzymał przekaz Dharmy.
W 847 r. Muyŏm odrestaurował klasztor Chohap w Ungju, którego nazwa została zmieniona potem na Sŏngju, od góry, na której się znajdował.
Nowa szkoła sŏn i energiczna działalność mistrza sprawiły, że w klasztorze przebywało 2000 mnichów, m.in. Sunu, Wŏnjang, Yóngwŏn, Hyŏnyŏng, Sŏnsin, Sŭnggwang i Simwang, o których właściwie nic nie wiadomo.
Zapewne szkoła miała konfrontacyjny styl nauczania. Muyŏm kontynuował tę konfrontacyjną działalność rozpoczętą przez mistrza sŏn Toŭi. Muyŏm atakował szkoły doktrynalne, a nawet zaostrzył spór, bardziej kontrastując różnice pomiędzy sŏn (empirycznymi szkołami medytacyjnymi) a kyo (teoretycznymi szkołami doktrynalnymi). Dla niego nauki scholastyczne były tylko wstępnym i częściowym wyjaśnieniem prawdy, podczas gdy sŏn był prawdą samą w sobie.
Jego najwybitniejszymi uczniami byli:
- Taekyŏng Yŏŏm (862-930), który studiował także w Chinach u mistrza chan Yunju Daoyinga, a po powrocie założył klasztor Pori-ap, który przyciągnął 500 uczniów[2].
- Pŏpgyŏng Hyŏnhwi (875-941), także uczeń mistrza chan Jiufenga Daoqiana. Miał w swoim klasztorze Chong-to ponad 300 uczniów[2].
- Kuye
- Wŏnjang
- Yŏngwon
- Hyŏnyŏng

W 1356 r. wszystkie szkoły sŏn zostały zjednoczone pod nazwą chogye przez wybitnego mistrza sŏn T'aego Poŭ (1301-1382).

## Linia przekazu Dharmy zen
Pierwsza liczba oznacza liczbę pokoleń mistrzów od 1 Patriarchy indyjskiego Mahakaśjapy.
Druga liczba oznacza liczbę pokoleń od 28/1 Bodhidharmy, 28 Patriarchy Indii i 1 Patriarchy Chin.
Trzecia liczba oznacza początek nowej linii przekazu w danym kraju.
- 35/8 Mazu Daoyi (707-788) szkoła hongzhou
  - 36/9 Magu Baoche (ur. 720)
    - 37/10/1 Muyŏm (799-888) Korea, szkoła sŏngju
      - 38/11/2 K'uye (bd)
      - 38/11/2 Sunu (bd)
      - 38/11/2 Wŏnjang (bd)
      - 38/11/2 Yŏngwŏn (bd)
      - 38/11/2 Hyŏnyŏng (bd)
      - 38/11/2 Sŏnsin (bd)
      - 38/11/2 Sŭnggwang (bd)
      - 38/11/2 Simgwang (bd)
        - 39/12/3 Pŏpgyŏng Hyŏnhwi (875-941)

      - 38/11/2 Taekyŏng Yŏŏm (862-930)
        - 39/12/3 Yungch'ŏn (bd)
        - 39/12/3 Hŭnchŏng (bd)

      - 38/11/2 Wŏnnang Taet'ong (T'aeyung) (816-883)
        - 39/12/3 Yunghwan (bd)
        - 39/12/3 Chinyun (bd)